# Lina Gálvez
Lina Gálvez Muñoz (Sevilla, 13 de septiembre de 1969) es una historiadora económica española, especialista en economía feminista. En 2019 fue elegida eurodiputada por el Grupo de la Alianza Progresista de Socialistas y Demócratas (S&D) en el Parlamento Europeo. Y fue reelegida para un segundo mandato de cinco años en junio de 2024. En 2025 recibió el Premio anual a la Defensa de los Valores Europeos en el Europarlamento en los Parliament MEP Awards que otorga The Parliament Magazine.
Fue la Coordinadora de la Ponencia del 40.º congreso del PSOE en 2021. Desde el 7 de junio de 2018  hasta el 22 de enero de 2019 fue consejera de Conocimiento, Investigación y Universidad de la Junta de Andalucía.
Es catedrática de Historia e Instituciones Económicas del Departamento de Economía, Métodos Cuantitativos e Historia Económica de la Universidad Pablo de Olavide de Sevilla donde dirige el Observatorio de Género de Economía, Políticas y Desarrollo (GEP&DO).  Es investigadora responsable del grupo de investigación PAIDI ECOECOFEM (Economía Ecológica Feminista y Desarrollo). En sus trabajos de investigación económica incorpora transversalmente el análisis de la desigualdad de género. Es una integrante de Economistas Frente a la Crisis EFC.

## Trayectoria académica
Lina Gálvez Muñoz se licenció en Historia Moderna y Contemporánea en la Universidad de Sevilla y se especializó en historia económica y social, en la universidad hispalense, en la Universidad de Lyon, en la London School of Economics y en el Instituto Universitario Europeo de Florencia.
En mayo de 1998 defendió su tesis doctoral en Historia Económica con el título Familia y mercado. El género en el proceso de industrialización de la fábrica de tabacos de Sevilla, 1887-1945 en el Instituto Universitario Europeo (Florencia, Italia), dirigida por Olwen Hufton (Merton College, Oxford University). Obtuvo la calificación de sobresaliente cum laude.
Ha sido profesora del Departamento de Economía de la Universidad de Reading (1998-2001), del Departamento de Teoría Económica y Economía Política de la Universidad de Sevilla (2001), del Departamento de Historia Económica de la Universidad Carlos III de Madrid (2001-2004). En el curso 2014/2015 fue profesora visitante del Centre for Time Use Research (CTUR) del Departamento de Sociología de la Universidad de Oxford.
Fue vicerrectora de Postgrado y Formación Permanente de la Universidad Pablo de Olavide (UPO) entre 2007 y 2012. 
Desde 2009 es directora del máster Universitario en Género e igualdad y desde 2010 también del Programa de Doctorado en Desarrollo y Ciudadanía, ambos de la Universidad Pablo de Olavide en Sevilla. Desde 2015 dirige también en esta universidad el grupo de investigación PAIDI ECOECOFEM (Economía Ecológica Feminista y Desarrollo).
Cuenta con más de cien publicaciones científicas, escribe artículos de opinión y realiza reseñas para revistas especializadas como Revista de Economía Crítica, Revista de Investigaciones de Historia Económica - Economic History Research, Áreas Revista Internacional de Ciencias Sociales, Revista de Estudios Regionales, Revista de Historia Económica, Revista de Historia de la Economía y de la Empresa y Revista de Historia Agraria.

## Trayectoria política

### Junta de Andalucía
En junio de 2018 asumió la nueva Consejería de Conocimiento, Investigación y Universidad de la Junta de Andalucía en el gobierno de Susana Díaz que mantiene las competencias asignadas a Economía relativas a universidades, investigación y tecnología, junto a las de internacionalización de la economía, fomento del trabajo autónomo y del autoempleo y sobre emprendedores y economía social, lo que incluye organismos autónomos como la Agencia Andaluza de Promoción Exterior (Extenda) y Andalucía Emprende.

### Parlamento Europeo
Gálvez es diputada del Parlamento Europeo adscrita al Grupo de la Alianza Progresista de Socialistas y Demócratas (S&D) desde las Elecciones al Parlamento Europeo de 2019 en España. Concurrió como número 3 en la lista del Partido Socialista Obrero Español. 
En la 9.ª legislatura es vicepresidenta de la Comisión de Industria, Investigación y Energía (ITRE), miembro de la Comisión de Derechos de las Mujeres e Igualdad de Género, y miembro suplente de la Comisión de Empleo y Asuntos Sociales, Su labor parlamentaria se ha centrado en el papel de la innovación y los aspectos sociales de las transiciones verde y digital, incluyendo el desarrollo de una gobernanza económica que permita la reducción de desigualdades.
Además, pertenece a la delegación del Parlamento europeo para las relaciones con EE. UU. (D-US) y para las relaciones Delegación para las Relaciones con los Países del Sudeste Asiático y la Asociación de Naciones del Sudeste Asiático (ASEAN) y al panel científico-técnico del Parlamento Europeo (STOA). Ha realizado misiones oficiales del Parlamento europeo a Estados Unidos y Japón para mantener encuentros interparlamentarios de alto nivel sobre avances en cooperación en el nuevo contexto geopolítico de globalización. En STOA, ha impulsado el desarrollo de estudios científicos sobre la generación de confianza en la ciencia y la información ciudadana basada en el conocimiento. También forma parte de la Comisión especial sobre los efectos del COVID, donde trabaja para que se añada la transición de los cuidados a la transición verde y la transición digital.
En las Elecciones al Parlamento Europeo de 2024 fue reelegida eurodiputada por España en la lista del Partido Socialista Obrero Español, continuando adscrita al S&D. Es presidenta de la Comisión de Derechos de la Mujer e Igualdad de Género (FEMM).
En junio de 2025 recibió el Premio anual a la Defensa de los Valores Europeos en el Europarlamento en los Parliament MEP Awards que otorga The Parliament Magazine, ex aequo con la europarlamentaria irlandesa Maria Walsh.

### Colaboraciones con otros organismos
Colabora con organizaciones e instituciones nacionales e internacionales, incluyendo varias de Naciones Unidas como la Unidad de Estadística, el PNUD y el Instituto Interregional de las Naciones Unidas para la Investigación de la Delincuencia y la Justicia (UNICRI). Ha sido comisionada por el UNICRI para realización un estudio sobre el impacto de las políticas de austeridad en las mujeres y la violencia de género en los países de la Europa mediterránea. 
Su compromiso con la investigación y la innovación va más allá. Apoya el Centro Común de Investigación de la Comisión Europea (JRC, Joint Research Centre), con sede en Sevilla; la plataforma de debate K4I (Knowledge4Innovation), abierta, independiente y sin ánimo de lucro, sobre el futuro de la innovación en Europa; y el European Science Media Hub (ESMH) que promueve la confianza en la ciencia para contrarrestar la desinformación. También forma parte de Foro OCDE (Organización para la Cooperación y el Desarrollo Económicos) y del Chatham House, el Instituto Real de Asuntos Internacionales de Gran Bretaña.
Desde 2020 forma parte del Comité de Expertos de la Cátedra de Ciencia y Sociedad de la Fundación Rafael del Pino.
En julio de 2024 fue elegida presidenta de la Comisión de Derechos de la Mujer e Igualdad de Género del Parlamento Europeo.

### Colaboraciones en medios
Ha sido también columnista semanal de El Correo de Andalucía entre 2008 y 2011 y tiene el blog Tres Guineas en el periódico Andaluces Diario desde mayo de 2013. También es tertuliana semanal de Canal Sur Radio desde 2008 y colabora puntualmente con otros medios como la Cadena SER, La Sexta o Eldiario.es.

## Premios y menciones
Entre los reconocimientos a su labor se encuentran: 
- 1999. Premio Ramón Carande de Historia Económica 1999 por el trabajo: “Género y Cambio Tecnológico: Rentabilidad Económica y Rentabilidad Política de la Gestión Privada del Monopolio de Tabacos, 1887-1945”, publicado en la Revista de Historia Económica, 2000, año XVIII, n.1, pp.11-48.
- 2007. Concesión del Programa I3 de incorporación de investigadores de excelencia a las universidades españolas del Ministerio de Ciencia e Innovación.
- 2011. Premio Meridiana. Categoría de “Iniciativas que promueven el desarrollo de valores en defensa de la igualdad entre las personas o empresas jóvenes”, por su labor académica y su compromiso con la perspectiva de género. Instituto Andaluz de la Mujer de la Junta de Andalucía.
- 2014. Premio Emilio Castelar a la Defensa de las Libertades y el Progreso de los Pueblos, Categoría Igualdad, otorgado por la Asociación Progresistas de España.
- 2019. Premio María Matilde Schemm. 8 de marzo de 2019
- 2025. Premio Defensa de los Valores Europeos en el Parlamento Europeo, que otorga The Parliament Magazine.

## Compromiso
En 2015 es vicepresidenta de la Asociación de Economía Crítica (2014-), forma parte de la Junta directiva de la Asociación de Mujeres Investigadoras y Tecnólogas (AMIT) (2013-), es vocal del Consejo Estadístico de Andalucía (2009-), miembro del Consejo Científico de ATTAC-España (2010-), miembro del Instituto Laureano Figuerola, vocal del Consejo Económico y Social de Sevilla y Académica correspondiente de Ciencias de la Real Academia de Nobles Artes de Antequera (2010-). Candidata en las listas del PSOE a las elecciones al Parlamento Europeo de 26 de mayo de 2019 (como independiente) en el puesto número 3.

## Publicaciones
Gálvez Muñoz cuenta con más de cien publicaciones científicas, entre las que destacan:

### Libros
- (2019) Gálvez Muñoz, Lina y Del Moral Espín, Lucía (Eds. ). Infancia y Bienestar: una apuesta política por las capacidades y los cuidados. DeCulturas. Sevilla. ISBN 978-84-949093-0-6
- (2017) Nuñez Seixas, J.M.; Gálvez Muñoz, L. & Muñoz Soro, J. (2017), España en democracia, 1975-2011, Vol.10. Historia de España (J. Fontana & R. Villares Eds. ) Barcelona/Madrid; Crítica/Marcial Pons. ISBN 978-84-17067-43-4
- (2016) Gálvez Muñoz, L. (Dir.), La Economía de los cuidados, Editorial DeCulturas, Sevilla. ISBN 978-84-943426-2-2
- (2013) Gálvez, L., Rodríguez, P., Agenjo, A., Domínguez, M., El trabajo de cuidados de mujeres y hombres en Andalucía. Medición y valoración. IAM, Sevilla. ISBN 978-84-695-8563-4[28]
- (2013) Gálvez, L., Rodríguez, P., Agenjo, A., Domínguez, M., El trabajo informal de las mujeres en las empresas familiares en Andalucía. IAM, Sevilla ISBN 978-84-695-8564-1[29]
- (2010) Gálvez Muñoz, L. & Torres López, J., Desiguales, Mujeres y Hombres en la crisis financiera, Icaria, Barcelona, 160 pags. ISBN 9788498882346
- (2010) Gálvez Muñoz, L. & Matus López, M., Trabajo, Bienestar y Desarrollo de las Mujeres en el Ámbito Rural Andaluz, IAM, Sevilla, 171 pags.[30]
- (2008) Gálvez Muñoz, L., Estadísticas Históricas del Mercado de Trabajo en Andalucía, S.XX, Instituto de Estadística de Andalucía, Sevilla. 1- 398, 398 pags.
- (2002): Jones, G.G. y Gálvez Muñoz, L. (Eds.), Foreign Multinationals in the United States. Management and Performance, Routledge, London, 256 pags.
- (2000): Gálvez Muñoz, L., Compañía Arrendataria de Tabacos. Cambio Tecnológico y Empleo Femenino, 1887-1945, Lid Editorial, Madrid, 399 pags. ISBN 9788488717313

### Artículos en revistas científicas
- (2019) Martínez-Jiménez, L; Gálvez-Muñoz, L., “We (all) can’t have it all: demystifying celebrity motherhood in the face of precarious lives”. Feminist Media Studies 19 (5), 756-759

- (2016) Gálvez-Muñoz L.; Rodríguez-Modroño, P., “A gender analysis of the great recession and “austericide” in Spain”. Revista Crítica de Ciências Sociais- Critical Review on Social Sciences, 111, 2016, pp.133-152. ISSN 0254-1106.[31]
- (2015) Addabbo T., Rodríguez P. & Gálvez-Muñoz L., “Young people living as couples: How women's labour supply is adapting to the crisis. Spain as a case study”. Economic Systems, vol. 39, issue 1, 27-42.[32]

- (2013) Gálvez-Muñoz L. y Rodríguez-Modroño P.  “El empleo de las mujeres en la España democrática y el impacto de la Gran Recesión". Áreas Revista Internacional de Ciencias Sociales, 32: 105-123. ISSN 1989-6190.[33]

- (2000) Gálvez Muñoz, L.,“Género y Cambio Tecnológico: Rentabilidad Económica y Rentabilidad Política de la Gestión Privada del Monopolio de Tabacos, 1887-1945”, Revista de Historia Económica, año XVIII, n.1, Premio Ramón Carande 1999, pp.11-48.